# Budziszów Mały
Budziszów Mały (niem. Klein Baudiß) – wieś w Polsce położona w województwie dolnośląskim, w powiecie jaworskim, w gminie Wądroże Wielkie.

## Podział administracyjny
W latach 1975–1998 miejscowość administracyjnie należała do województwa legnickiego.

## Nazwa
W kronice łacińskiej Liber fundationis episcopatus Vratislaviensis (pol. Księga uposażeń biskupstwa wrocławskiego) spisanej za czasów biskupa Henryka z Wierzbna w latach 1295–1305 miejscowość wymieniona jest w zlatynizowanej formie Budissow.

## Zabytki
Do wojewódzkiego rejestru zabytków wpisane są obiekty:
- zespół pałacowy i folwarczny, z 1877 r. do XX w.:
  - pałac
  - rządcówka
  - dwa domy mieszkalne
  - budynek mieszkalno-gospodarczy
  - trzy obory
  - chlewik
  - trzy stodoły (ze stajnią i wozownią)
  - spichrz
  - śrutownia
  - magazyn
  - suszarnia buraków
  - gorzelnia
  - park.